# 美国密西西比北区联邦地区法院
美国密西西比北区联邦地区法院 （引用时缩写为N.D. Miss.）是美国94个、密西西比州2个联邦地区法院之一。该法院审理后的案件需上诉至第五巡回法院，专利及《塔克法案》相关的案件需上诉至联邦巡回区法院。